# كهف ينيسو
كهف ينيسو (بالتركية: Yenesu Mağarası)‏ هو كهف يقع في محافظة قرقلر ايلي، شمال غرب تركيا.

## الموقع
يقع الكهف على بعد 2 كيلومتر (1.2 ميل) شرق قرية بلكايا 20 كيلومتر (12 ميل) شمال شرق فيز بلدة مقاطعة قرقلر ايلي.

## الاكتشاف
اكتشف الكهف من قبل الجيولوجيين في شركة أبحاث المعادن والاستكشاف المملوكة للدولة (MTA). وفقًا لنائب مدير الثقافة والسياحة في كيركلاريلي، من المتوقع افتتاح الكهف للسياحة في عام 2015. يتم تحديد فترة الزيارة من قبل مجلس الطبيعة في المقاطعة وفقًا لعدد الخفافيش في الكهف.